# Эффект свидетеля (радиобиология)

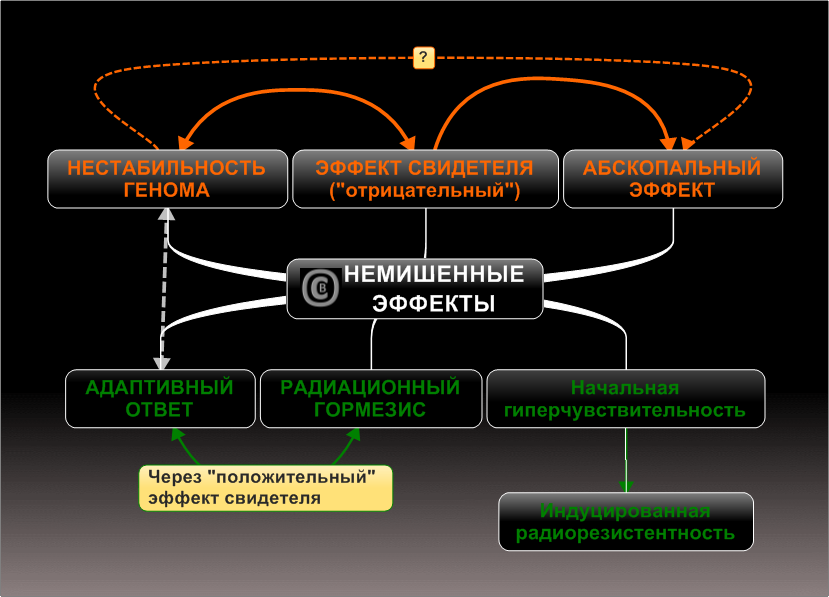
Немишенные эффекты радиации

«Эффект свидетеля» (ЭС) радиоиндуцированный (коммунальный эффект) — немишенный эффект радиации, заключающийся в передаче радиационных сигналов от облученных клеток необлученным. Последние являются как бы воспринимающими «свидетелями» лучевых событий.
ЭС (bystander effect / RIBE) является одной из причин сдвига парадигмы современной радиобиологии.
Механизм явления малоизучен.
«Эффект свидетеля» может быть обусловлен по крайней мере двумя механизмами:
- Межклеточными контактами («gap junction»), включающими Tp53-опосредуемый путь проведения сигнала повреждения.

- Другой механизм, не обусловленный непосредственными межклеточными контактами, может быть связан с секрецией в культуральную среду медиаторов — активных форм кислорода, цитокиноподобных факторов, белков, фрагментов ДНК и пр.

Повреждающий ЭС in vitro в наиболее актуальном для радиационной защиты диапазоне доз редкоионизирующего излучения (при малых дозах — до 0,1-0,2 Гр) не зарегистрирован для клеток без явных дефектов, в том числе в репарации ДНК. В то же время, в этом диапазоне доз для нормальных клеток отчетливо выявлена передача «положительного» (активирующего и адаптирующего) ЭС.
Помимо проявления «эффекта свидетеля» in vitro, есть некое подобие феномена и in vivo, так называемый «abscopal effect», когда в результате облучения на уровне организма (к примеру, при радиотерапии) поражаются органы и ткани, непосредственно не находившиеся под лучом.